# José Moreno Galvache
José Moreno Galvache (Murcia, 1897- Ciudad de México 1942), fue un farmacéutico y político español. Alcalde de Murcia en 1932 y miembro destacado del Partido Republicano Radical Socialista en la Región de Murcia durante la II República española.

## Biografía
Nacido en la ciudad de Murcia en 1897, hijo del farmacéutico D. Juan Moreno López, propietario de una farmacia sita en la plaza de Camachos de la ciudad. Estudió farmacia en la Universidad de Barcelona.
Convencido republicano, fue miembro destacado del Partido Republicano Radical Socialista en la Región de Murcia, consiguiendo acta de concejal en el ayuntamiento de la capital provincial en las elecciones municipales de abril de 1931, las cuales dieron como resultado la mayoría para la coalición antimonárquica.
Proclamada la II República, fue nombrado gobernador civil de Zamora entre el 16 de abril y el 2 de julio de 1931, y tras las elecciones generales de junio fue elegido diputado radical-socialista por Murcia, tomando posesión el 13 de julio, compaginando su labor de diputado y concejal en el ayuntamiento. Llegó a convertirse en alcalde de Murcia entre enero y septiembre de 1932.

### Alcalde de Murcia
Durante los primeros años de la república se sucedieron cinco alcaldías, reflejo de la lucha que hubo por controlar el gobierno del ayuntamiento y las desavenencias partidistas del bloque antimonárquico, el cual salió de las elecciones con 17 concejales republicanos (entre el Partido Radical Socialista y Alianza Republicana), 5 agrarios y 4 socialistas (un total de 26 frente a los 20 del bloque monárquico).
De esta forma, tras la alcaldía de transición del socialista José Ruiz del Toro, serían diversos alcaldes radical-socialistas los encargados de presidir el ayuntamiento, tales como Luis López Ambit (durante 1931) o José María Bautista Hernández (entre noviembre de 1932 y octubre de 1934). Moreno Galvache ejercería entre enero y septiembre de 1932.
La lucha contra el paro obrero y el caciquismo serían los principales desvelos de la corporación de aquel momento, creándose una Comisión Especial de Responsabilidades encargada de investigar los acuerdos tomados por anteriores ayuntamientos durante la monarquía, considerados lesivos para la hacienda del municipio. Es por ello que en la alcaldía de Moreno Galvache destacó el proyecto frustrado de reforma tributaria, basado en el impuesto de tahúllas (en el que se pretendía gravar a los propietarios de tierras) y la creación de la Carta Municipal. El primero fue finalmente rechazado con los votos en contra de conservadores, agrarios y liberales, provocando su dimisión.

### Diputado en Cortes
En su labor como diputado durante la I legislatura, defendió la continuidad de la Universidad de Murcia ante la problemática de sus escasas dotaciones e infraestructura profesional, oponiéndose en las Cortes junto a Francisco López de Goicoechea a su posible cierre.
En este periodo también destacó su actividad y la de su partido en pos de un estatuto de autonomía para la región murciana, que finalmente no llegó a término, realizando mítines durante 1932 por toda la región (como el que tuvo lugar el 26 de abril de aquel año en Archena) en donde se abogaba por la autonomía, en el marco de lo estipulado en la Constitución española de 1931.
Moreno Galvache fue subsecretario de Agricultura del gobierno de Diego Martínez Barrio, del 3 octubre al 16 de diciembre de 1933, por lo que en octubre dejó su acta de diputado. Nombrado subsecretario de Industria y Comercio, el 16 de enero de 1934 dimitió del cargo de subsecretario de Industria, bajo mandato de Vicente Iranzo.  Vino a sustituirle Juan Calot Sanz.
En la crisis que atravesaron los radical-socialistas en ese año con motivo de las desavenencias en su seno entre colaborar con los socialistas y Azaña (defendida por Marcelino Domingo) o los más proclives a un acercamiento a los radicales (defendida por Félix Gordón Ordás); que a la postre provocaría la escisión del partido y la salida de buena parte de los defensores de la primera opción tras el III Congreso extraordinario de septiembre de 1933, los radical-socialistas murcianos (encabezados por Moreno Galvache y Francisco López de Goicoechea) apoyaron a Gordón. En las elecciones de noviembre de 1933, la competencia entre dos candidaturas de izquierda en la circunscripción de Murcia —una compuesta por el PSOE y el PRRSI (escisión progresista de los radical-socialistas capitaneada por Marcelino Domingo) y otra por el PRRS y los federales— propició la victoria de la derecha y que Moreno Galvache no repitiera escaño por Murcia en la II legislatura. Este fue el último episodio del largo enfrentamiento entre las dos facciones murcianas del radical socialismo.
Tras el fracaso electoral de los partidos republicanos se produjo una reconfiguración de su espacio político, surgiendo el nuevo partido Unión Republicana en septiembre de 1934, fruto de la convergencia del Partido Radical Demócrata de Martínez Barrio (escindido de los radicales de Lerroux por su acercamiento a la CEDA), y el PRRS de Félix Gordón, y cuya base en la Región de Murcia estaría en los radical-socialistas de Moreno Galvache, el cual formó parte del comité ejecutivo nacional del nuevo partido.
Unión Republicana acabaría integrándose en la "Conjunción Republicana" en abril de 1935, que daría lugar al posterior Frente Popular. Moreno Galvache sería candidato a diputado por Murcia en las elecciones de febrero de 1936 por parte de Unión Republicana, dentro del Frente Popular. Elecciones en las que el PSOE obtuvo cuatro diputados por Murcia, Unión Republicana tres (incluido Moreno Galvache) e Izquierda Republicana otros tres.
Tras el estallido de la guerra civil española fue nombrado Comisario Secretario de Murcia en agosto de 1936, en el marco del intento del gobierno de José Giral por crear un ejército de voluntarios de la República. Moreno Galvache acabaría siendo declarado "enemigo de la República" al testificar en un juicio a favor de unos guardias de asalto que impidieron la entrada en Murcia de la llamada Columna de Hierro, formada por anarquistas, entre otros.

### Exilio
Exiliado por tal circunstancia en Marsella y posteriormente en Orán (Argelia francesa), Unión Republicana decidió separarlo de su grupo parlamentario en octubre de 1938, ya que no había renunciado a su escaño.
Marchó a Tánger en 1939 donde regentó una farmacia, pero la anexión franquista de la ciudad en junio de 1940 hizo que huyera a México. Instalado en Ciudad de México, allí residió -adquiriendo una farmacia- hasta su muerte en octubre de 1942.